# Cornelius Rost
Pour les articles homonymes, voir Rost (homonymie).
Cornelius Rost (27 mars 1919, Kufstein, Autriche - 18 octobre 1983, Munich, Allemagne) ,, est un soldat allemand de la Seconde Guerre mondiale qui s'est échappé d'un camp soviétique du Goulag dans la péninsule Tchouktche, en Sibérie. Les expériences qu'il décrit sont à la base d'un livre, d'une série télévisée et d'un film. 